# Baron Walpole
Baron Walpole – brytyjski tytuł parowski kreowany w 1723 r. w parostwie Wielkiej Brytanii dla Roberta Walpole’a, syna premiera Roberta Walpole’a. Sam premier został w 1742 r. kreowany hrabią Orford, który to tytuł odziedziczył 1. baron w 1745 r. Tytuł ten wygasł w 1797 r. 4. baron został kreowany hrabią Orford w 1806 r.
Baronowie Walpole 1. kreacji (parostwo Wielkiej Brytanii)
- 1723–1751: Robert Walpole, 2. hrabia Orford i 1. baron Walpole
- 1751–1791: George Walpole, 3. hrabia Orford i 2. baron Walpole
- 1791–1797: Horace Walpole, 4. hrabia Orford i 3. baron Walpole
- 1797–1809: Horatio Walpole, 1. hrabia Orford i 4. baron Walpole
- 1809–1822: Horatio Walpole, 2. hrabia Orford i 5. baron Walpole
- 1822–1858: Horatio Walpole, 3. hrabia Orford i 6. baron Walpole
- 1858–1894: Horatio Walpole, 4. hrabia Orford i 7. baron Walpole
- 1894–1931: Robert Horace Walpole, 5. hrabia Orford i 8. baron Walpole
- 1931–1989: Robert Henry Montgomerie Walpole, 9. baron Walpole
- 1989 -: Robert Horatio Walpole, 10. baron Walpole
- najstarszy syn 10. barona: Jonathan Robert Hugh Walpole

Baronowie Walpole of Wolterton 1. kreacji (parostwo Wielkiej Brytanii)
- 1756–1757: Horatio Walpole, 1. baron Walpole of Wolterton
- 1757–1809: Horatio Walpole, 1. hrabia Orford i 2. baron Walpole of Wolterton
- następni baronowie - patrz wyżej